# اووه اندرشون
اووه اندرشون (سوئدی: Ove Andersson; ۳ ژانویهٔ ۱۹۳۸ – ۱۱ ژوئن ۲۰۰۸) راننده رالی اهل سوئد بود. وی عضو تیم‌هایی همچون تویوتا، تویوتا موتوراسپورت بوده است.